# Fallas de Játiva
Las Fallas de Játiva (Falles de Xàtiva en valenciano) son una fiesta que se celebra del 15 al 19 de marzo en la ciudad española de Játiva. Desde 2009 son consideradas como fiestas de interés autonómico y desde 2015 Bien de Interés Cultural Inmaterial por la Generalidad Valenciana.

## Historia
Esta festividad tiene sus orígenes a mediados del siglo xix cuando en 1865 se plantó la primera falla en la Plaza de la Trinidad de Játiva. La importancia histórica de la celebración es mayúscula dado que los primeros libretos, las publicaciones que contienen la explicación y relación de la falla que se planta en la calle, se imprimieron casi al mismo tiempo de plantar el primer cadalso. Así un personaje capital es el impresor Blas Bellver que publicó los versos de las obras efímeras de los años 1865, 1866 y 1867, algunos de los cuales fueron censurados por las autoridades eclesiásticas del momento. Después de las Fallas de Valencia, es considerada como la fiesta fallera más antigua de la que se tenga constancia documentada.

## Organización
La Junta Local Fallera de Xàtiva es la entidad que gestiona y organiza la fiesta fallera. Este organismo depende orgánicamente del Ayuntamiento de Játiva. El alcalde ocupa el cargo de presidente y los presidentes de las diferentes comisiones son los encargados de elegir al presidente de la entidad que realiza las funciones ejecutivas.
Se plantan 38 fallas entre grandes e infantiles promovidas por 19 comisiones que componen el mapa asociativo fallero de la localidad:
- El Cid - Plaça de la Trinitat
- Benlloch - Aleixandre VI
- Tetuan - Porta de Sant Francesc
- Raval
- Espanyoleto
- Plaça del Mercat
- República Argentina
- Avinguda Selgas - Planas de Tovar
- Ferroviària
- Sant Jaume
- Molina Claret
- Abú Masaifa
- Joan Ramón Jiménez
- Sant Feliu
- Verge del Carme
- Sant Jordi
- Avinguda Murta - Acadèmic Maravall
- Passeig - Cardenal Serra
- Corts Valencianes

## Comisiones ganadoras del primer premio de fallas de la sección especial
En cursiva las comisiones desaparecidas actualmente:
| Año     | Falla                                         |
| ------- | --------------------------------------------- |
| 1933    | Falla del Cid - Plaça de la Trinitat          |
| 1934    | Falla Plaça de la Bassa                       |
| 1935    | Falla Plaça de la Bassa                       |
| 1936    | Falla Sant Jaume                              |
| 1937-39 | No se celebraron por la guerra civil española |
| 1940-41 | No se celebraron por la posguerra             |
| 1942    | Falla Sant Jaume                              |
| 1943    | Falla del Mercat                              |
| 1944    | Falla José Espejo                             |
| 1945    | Falla José Espejo                             |
| 1946    | Falla Plaça del Mercat                        |
| 1947    | Falla Cid - Plaça de la Trinitat              |
| 1948    | Falla Plaça Enriquez                          |
| 1949    | Falla del Mercat                              |
| 1950    | Falla del Mercat                              |
| 1951    | Falla Plaça de Sant Jordi                     |
| 1952    | Falla Foc i Flama                             |
| 1953    | Falla Mossèn Urios                            |
| 1954    | Falla Plaça del Mercat                        |
| 1955    | Falla Sant Jordi                              |
| 1956    | Falla Sant Jordi                              |
| 1957    | Falla del Mercat                              |
| 1958    | Falla Plaça de la Bassa                       |
| 1959    | Falla Tetuán - Plaça de Sant Francesc         |
| 1960    | Falla del Raval                               |
| 1961    | Falla Tetuán - Porta de Sant Francesc         |
| 1962    | Falla Verge del Carme                         |
| 1963    | Falla Tetuán - Porta de Sant Francesc         |

| Año  | Falla                                 |
| ---- | ------------------------------------- |
| 1964 | Falla Tetuán - Porta de Sant Francesc |
| 1965 | Falla Tetuán - Porta de Sant Francesc |
| 1966 | Falla República Argentina             |
| 1967 | Falla República Argentina             |
| 1968 | Falla República Argentina             |
| 1969 | Falla República Argentina             |
| 1970 | Falla Tetuán - Porta de Sant Francesc |
| 1971 | Falla del Espanyoleto                 |
| 1972 | Falla República Argentina             |
| 1973 | Falla Verge del Carme                 |
| 1974 | Falla Verge del Carme                 |
| 1975 | Falla del Cid - Plaça de la Trinitat  |
| 1976 | Falla del Raval                       |
| 1977 | Falla República Argentina             |
| 1978 | Falla del Raval                       |
| 1979 | Falla del Raval                       |
| 1980 | Falla del Raval                       |
| 1981 | Falla del Raval                       |
| 1982 | Falla Molina - Claret                 |
| 1983 | Falla Molina - Claret                 |
| 1984 | Falla República Argentina             |
| 1985 | Falla del Mercat                      |
| 1986 | Falla del Raval                       |
| 1987 | Falla del Raval                       |
| 1988 | Falla del Espanyoleto                 |
| 1989 | Falla República Argentina             |
| 1990 | Falla República Argentina             |
| 1991 | Falla del Espanyoleto                 |
| 1992 | Falla República Argentina             |
| 1993 | Falla República Argentina             |

| Año     | Falla                            |
| ------- | -------------------------------- |
| 1994    | Falla República Argentina        |
| 1995    | Falla República Argentina        |
| 1996    | Falla República Argentina        |
| 1997    | Falla Juan Ramón Jiménez         |
| 1998    | Falla Sant Jordi                 |
| 1999    | Falla Sant Jordi                 |
| 2000    | Falla Sant Jordi                 |
| 2001    | Falla República Argentina        |
| 2002    | Falla República Argentina        |
| 2003    | Falla Juan Ramón Jiménez         |
| 2004    | Falla Juan Ramón Jiménez         |
| 2005    | Falla Selgas - Planas de Tovar   |
| 2006    | Falla República Argentina        |
| 2007    | Falla República Argentina        |
| 2008    | Falla República Argentina        |
| 2009    | Falla República Argentina        |
| 2010    | Falla República Argentina        |
| 2011    | Falla Ferroviaria                |
| 2012    | Falla República Argentina        |
| 2013    | Falla Ferroviaria                |
| 2014    | Falla Ferroviaria                |
| 2015    | Falla República Argentina        |
| 2016    | Falla República Argentina        |
| 2017    | Falla República Argentina        |
| 2018    | Falla del Raval                  |
| 2019    | Falla República Argentina        |
| 2020-21 | No se celebraron por la pandemia |
| 2022    | Falla Ferroviaria                |
| 2023    | Falla del Raval                  |
| 2024    | Falla Ferroviaria                |
| 2025    | Falla República Argentina        |

## Artistas falleros
Destacados nombres del arte fallero son originales de Játiva. Así artistas falleros como José Martínez Mollà, Manolo Blanco, Manolo J. Blanco Climent, Xavier Herrero o Paco Roca figuran entre los más destacados del municipio.